# Wysoczyzna Płońska
Wysoczyzna Płońska (318.61) – region naturalny w południowo-zachodniej części Niziny Północnomazowieckiej, między Równiną Raciąską na północy i Kotliną Warszawską na południu a Pojezierzem Dobrzyńskim na zachodzie i Wysoczyzną Ciechanowską na wschodzie.
Leży na prawym brzegu Wisły, pomiędzy ujściem Narwi a Płockiem. 
Wysoczyzna Płońska stanowi równinę morenową zlodowacenia środkowopolskiego,
urozmaiconą niewysokimi (do 163 m n.p.m.) wzgórzami kemowymi i morenowymi. 
Region ma charakter rolniczy. Występuje tu mało lasów. Obszar pozbawiony jest większych jezior i cechuje go mała ilość opadów.
Głównymi miejscowościami są: Płońsk, Wyszogród, Zakroczym i Sierpc.